# グランド・ストリート・シャトル
グランド・ストリート・シャトル (Grand Street Shuttle) はかつてニューヨーク市地下鉄Bディビジョンで運行されていた系統の1つである。マンハッタン橋の再建中に運行されていた系統で、再建に伴い運行経路を変更したB系統とD系統に代わりマンハッタン橋閉鎖により行き止まりとなったクリスティー・ストリート連絡線グランド・ストリート駅へのアクセスを担っていた。

## 歴史
シャトルは以下の期間中に運行されていた。
- 1984年3月12日と1985年8月10日 - 同年11月3日間（B系統・D系統は西4丁目-ワシントン・スクエア駅止まり[1][2]）
- 1995年4月30日 - 11月（B系統はアトランティック・アベニュー- パシフィック・ストリート駅 - コニー・アイランド-スティルウェル・アベニュー駅間、D系統はノーウッド-205丁目駅 - 34丁目-ヘラルド・スクエア駅間の運行）

1986年から1988年に掛けては運行区間を57丁目駅まで延長しており、6番街シャトル (Sixth Avenue Shuttle) と呼ばれていた。この時、B系統とD系統は34丁目-ヘラルド・スクエア駅止まりとなっている。
最後のシャトルは2001年7月22日よりブロードウェイ-ラファイエット・ストリート駅 - グランド・ストリート駅間で運行を開始した。この際にB系統とD系統は再び34丁目-ヘラルド・スクエア止まりとなっている。6番街シャトルは2001年12月16日をもってF系統とV系統に置き換えられる形で廃止、グランド・ストリート・シャトルは起点をブロードウェイ-ラファイエット・ストリート駅から西4丁目-ワシントン・スクエア駅に変更している。

## 停車駅一覧
| 凡例                                    | 凡例                         |
| --------------------------------------- | ---------------------------- |
| Stops all times                         | 終日停車                     |
| Stops all times except late nights      | 深夜を除き終日停車           |
| Stops late nights only                  | 深夜のみ停車                 |
| Stops rush hours in peak direction only | ラッシュ時の混雑方向のみ停車 |
| 時間帯詳細                              |                              |

| Grand Street Shuttle | 駅名                                        | バリアフリー・アクセス | 地下鉄乗換                                                                  | 乗換                      |
| -------------------- | ------------------------------------------- | ---------------------- | --------------------------------------------------------------------------- | ------------------------- |
| マンハッタン区       |                                             |                        |                                                                             |                           |
| Stops all times      | 西4丁目-ワシントン・スクエア駅              | バリアフリー・アクセス | F <F> A C E (IND8番街線)                                                    | パストレイン、9丁目駅乗換 |
| Stops all times      | ブロードウェイ-ラファイエット・ストリート駅 | バリアフリー・アクセス | F <F> 4 6 <6> (IRTレキシントン・アベニュー線、ブリーカー・ストリート駅乗換) |                           |
| Stops all times      | グランド・ストリート駅                      |                        |                                                                             |                           |